# Claudy Siar
 (décembre 2009).
Si vous disposez d'ouvrages ou d'articles de référence ou si vous connaissez des sites web de qualité traitant du thème abordé ici, merci de compléter l'article en donnant les références utiles à sa vérifiabilité et en les liant à la section « Notes et références ».
Claudy Siar, né dans le 11e arrondissement de Paris le 2 novembre 1964[réf. nécessaire], est un chef d'entreprise, chanteur, journaliste, animateur de radio et de télévision français. Producteur de Couleurs tropicales sur RFI, il est le fondateur et le copropriétaire de la radio Tropiques FM, animateur-producteur d'Africastar et du Claudy Show (RTT Productions). Il présente également The Voice Afrique francophone diffusé sur Voxafrica. Vice-président du CREFOM (Conseil représentatif des Français d'outre-mer), il est délégué interministériel pour l'égalité des chances des Français d'outre-mer entre le  29 mars 2011 et le 27 juillet 2012.

## Biographie
D’origine guadeloupénne, Claudy Siar a grandi à Vigneux-sur-Seine dans l'Essonne avec une mère infirmière et un père chauffeur de bus. Pendant son adolescence, il est placé en pension chez des viticulteurs à Pierrelongue, un village de la Drôme.
Il est père de deux filles, nées respectivement en 1993 et en 1997. Son frère Erick Siar est producteur.

## Carrière

### Débuts radiophoniques
Fin 1983, Claudy Siar monte sur les planches au théâtre dans une adaptation de Carmen La Matadore, sous la direction de Marie-Line Ampigny. On lui propose alors de faire de la radio et il se lance dans l'aventure en intégrant l'équipe de la radio antillaise de Paris. Dans le même temps, il postule chez Europe 1 et devient le collaborateur d'Alain Maneval et pour quelques semaines celui de Jean-Claude Brialy.
En 1986, il frappe à la porte de Jean-Louis Foulquier (chez France Inter) qui très vite lui propose d’interviewer les artistes antillais et africains invités dans l'émission Pollen et de collaborer à la programmation de l'édition 86 des Francofolies de La Rochelle sous le signe des Antilles.

### Débuts à la télévision
En 1988, Jacques Lesergent (directeur adjoint des programmes de RFO) lui propose d'animer la rubrique musicale de l'émission Latitude diffusée sur FR3. Il rencontre alors Yves Bruneau, présentateur de l'émission et fait ses débuts à la télévision le 30 octobre 1988. En 1991, Latitude devient Mascarines.
Durant l'été 1992, il travaille auprès d'Yves Rénier dans l'émission Dans le baba sur TF1 et, entre 1990 et 1992, il est le présentateur de Kromatik sur M6 et RFO.
Le 31 décembre 1993, il débute sur France 2 dans l'émission Il est toujours minuit quelque part aux côtés de Georges Beller et Heïlen Thierry.

### Chef d'entreprise, animateur, directeur de radio et producteur d'émissions
À la suite du décès de Gilles Obringer, qui animait Canal Tropical sur RFI de 1981 à 1995, il lui est proposé de rejoindre RFI où, le 13 mars 1995, se tient la première de Couleurs Tropicales, avec plusieurs correspondant dans le monde, notamment Brice Albin au Cameroun. Depuis cette date, il travaille en tant que producteur et animateur de l'émission pour les aficionados des musiques «Afro» du monde entier tels que Roga Roga, Prince Bafouolo, Queen Stelyna, Dephine II et Christian Nsavye, etc.
Dans le même temps, il dirige la programmation musicale de la station radio Media Tropical avant d'en devenir le directeur des programmes jusqu'en avril 1999. En 2000, Claudy Siar est de retour sur RFO et RFO Sat pour le HIT TROPICAL, un hit parade international consacré aux ventes d'albums.
De septembre 2004 à mai 2010, Claudy Siar présente l'émission Couleur Horizon produite par Basile Boli sur Canal+ Horizons, dans laquelle il reçoit des personnalités du monde de la culture et de la politique.
En mai 2005, il présente sur France 2 l'émission Au-delà de nos différences, une émission sur la diversité culturelle et ethnique de la France, parrainée par Zinédine Zidane, produite par Basile Boli et réalisée par Jérôme Revon ; Claudy Siar y reçoit notamment Emmanuelle Béart, Clémentine Célarié, Rachida Khalil, Guy Bedos, Richard Bohringer, Jacob Desvarieux et Tomer Sisley.
À partir de mars 2006, Claudy Siar présente sur France 3 les émissions quotidiennes précédant le Concours Eurovision de la chanson, puis la finale française en prime time aux côtés de Michel Drucker. Le 20 mai, toujours  en compagnie de Michel Drucker, il commente l'Eurovision en direct d'Athènes.
En 2007, le CSA lui accorde la fréquence du 92.6 en Île-de-France pour son projet Tropiques Fm — projet pour lequel il s'associe avec Patrick Lemure puis, dans un deuxième temps, avec Stephane Mouangué. Ce dernier tente selon Patrick Karam d'évincer Claudy Siar du média communautaire qu'il a créé. Claudy Siar est le directeur de cette station depuis le 4 septembre 2007. La radio est créée pour mettre en exergue les spécificités culturelles et identitaires de la France d'outre-mer.
En 2008, Claudy Siar produit avec son associée Charlotte Delachaux le programme Africastar (RTT Productions - Regardes Ta Télé) dont il est également le présentateur. Africastar a été diffusé sur toutes les chaînes nationales et privées d'Afrique francophone, mais aussi dans l'océan Indien, aux Antilles et dans l’Hexagone sur la chaîne France Ô.
En mars 2010, Claudy Siar anime C'est plus show au sud sur 3A Télésud. Chaque samedi il reçoit, dans un grand appartement, des artistes et personnalités faisant l'actualité.
Depuis la saison 2013, il présente le talk show Le Claudy Show, diffusé sur France Ô, TV5 Monde et des chaînes africaines, réalisant ainsi une audience de plusieurs millions de téléspectateurs[réf. nécessaire] : émission populaire dans laquelle Claudy Siar reçoit toutes les personnalités faisant l'actualité, incluant nouveaux talents et anciennes vedettes.
En 2014-2015, dans la série télévisée historique Frères d'armes de Rachid Bouchareb et Pascal Blanchard, il présente la biographie de Florence Conrad.
En 2016-2017, il anime The Voice Afrique francophone sur Voxafrica.
En 2021, il coprésente deux émissions musicales en première partie de soirée sur France Télévisions, d'abord Africa, Le grand concert sur France 2 le 29 juillet au côté de Daphné Burki, puis Tous en Martinique sur France 3 le 11 novembre avec Laury Thilleman et Julien Clerc.

### Engagements politiques et associatifs
Il est à l'origine du concept de la « Génération consciente ». Il soutient des mouvements citoyens de jeunes pacifistes en Afrique[Lesquels ?]. Claudy Siar est l'initiateur de la première consultation nationale de la jeunesse africaine organisée en Guinée du 25 mai au 10 août 2015. Il est engagé auprès des migrants présent en France et dénonce l'appellation « jungle de Calais ».
Le 21 septembre 1991, Claudy Siar organise une manifestation devant Antenne 2 (avenue Montaigne) à la suite de la diffusion par le service public des propos racistes[réf. nécessaire] de Charles Trenet envers les Noirs, dans le cadre du best-of de Dim, Dam, Dom.
Le 23 avril 1993, il est l'organisateur de la première marche pour commémorer l'abolition de l'esclavage en France, baptisée « La Fête des nègres marrons ». Plus de 10 000 personnes se déplacent de la place de la République à la place de la Nation[réf. nécessaire].
En 1993, dans l'émission Dans le baba sur TF1 dont il est un des chroniqueurs, il propose les premiers « testing » de l'histoire de la télévision française. Il dénonce également les pratiques racistes des responsables de discothèques, refusant l'entrée de leurs établissements aux personnes de type africain ou considérées comme tel[réf. nécessaire].
Claudy Siar apporte son soutien à Dieudonné accusé d'antisémitisme en 2004 dans des propos rapporté par le Canard enchaîné. Il se désolidarise de l'humoriste en 2006. Il aurait également soutenu le groupuscule suprémaciste Tribu Ka, ce qu'il nie en 2005,.
Le 29 mars 2011, Claudy Siar devient délégué interministériel pour l'égalité des chances des Français d'Outre-mer (une équipe de 9 collaborateurs, fonction à laquelle il restera 14 mois. Il s'engage pour la libération du martiniquais Pierre-Just Marny, le plus ancien prisonnier de France (46 ans de prison). Il obtient de France 2 la création du bulletin météo spécifique à l'outre-mer. Les autres chaînes refuseront la représentation intégrale de la France à travers ce type de programme. Avec la Case sociale antillaise, il met en place le programme Solidarité afin de venir en aide aux originaires d'outre-mer les plus en difficultés dans l'Hexagone[réf. nécessaire].
En 2012, il signe une tribune dans le journal L'Humanité qui s'intitule « Le racisme anti-blanc n'existe pas ! ». Il y déclare qu'il n'y a pas deux racismes : il n'y a pas un racisme dit « normal » et un racisme anti-blanc. Un raciste est un raciste et qu'importe la couleur de sa peau.
En mai 2015, Claudy Siar entame une action dans les locaux de TropiquesFM face à la tentative de spoliation du financier Stephane Mouangué qui décide de vendre ses parts de la société. Le Conseil supérieur de l’audiovisuel (CSA) intervient dans ce conflit  à Tropiques FM. Une date de rendez-vous de conciliation programmée par le CSA met fin à son action.
Le 17 novembre 2017, Claudy Siar critique la vente de migrants noirs rendus esclaves révélée par un reportage de CNN en Libye.
Il est proche de Kémi Seba, connu comme un activiste suprémaciste noir et une figure de la complosphère antisémite. Ils se brouillent après que Claudy Siar accepte d’accompagner le président Emmanuel Macron à Dakar à l’occasion de la 3e conférence de financement du Partenariat mondial pour l’éducation en février 2018, mais annoncent rapidement leur réconciliation « malgré [leurs] différences méthodologiques », et affirment qu'« il n’y a ni raciste, ni traître parmi [eux] ».
Très actif dans ses combats étant fortement critiqué par ailleursau point qu'il envisage de quitter la France, reprochant à celle-ci son manque d'ouverture sur la diversité et le reste en général,.
Plus récemment, il s'est fait remarquer sur ses positions en Ukraine depuis la Guerre qui s'y déroule depuis le 24 février 2022puis cette même année au mois de mai pour son soutien au joueur de foot Idrissa Gueye,ainsi que son soutien également au nouveau ministre de l'éducation nationale Pap Ndiaye victime de harcèlement racistes sur les réseaux sociaux par la Fachosphère.

## Discographie
De 1988 à 1994, Claudy Siar dirige le premier label consacré aux musiques antillaises et africaines au sein d'une major compagnie. Il réalise pour NewDeal (Flarenash/Warner) les premières compilations antillaises et africaines de l'histoire.

### 5 Albums Studio
- 1991 : Rebel
- 1992 : Génération Consciente
- 1997 : Tant de combats à Mener
- 2000 : Trouver sa route
- 2005 : Zouker Décalé

### Compilations
2005 : Zouké Décalé By Claudy Siar
- 1. Muss Feat. Jacob Desvarieux - Frottez Frottez
- 2. Claudy Siar Feat. Shanaka Yakusa - Zouké Decalé
- 3. DJ Kitoko Feat. Admiral Cim - Danse avec Moi
- 4. Djuny Claude - On Va s'amuser
- 5. Les As DJ (DJ Oxxy) - Tango-Tango
- 6. Aurlus Mabele - Femme Ivoirienne
- 7. DJ Jeff - Qui Cherche Trouve
- 8. J&B Feat. Patou & Kate - Sex Bomb
- 9. Awadi Feat. Soum Bill, Erickson & Boombastyk - Jamais Vu
- 10. Dezy Champion - Allons à Paris
- 11. Le Gouvernement - Bouger'
- 12. Lino Versace - Hommage aux DJ
- 13. Ben Chico - A380 Décollage Immédiat
- 14. Chrysti B - Youtoule
- 15. Ludo - C Bon Ça
- 16. Jocelyne Labylle & Cheela Feat. Jacob Desvarieux & Passi - Laisse Parler Les Gens
- 17. Kaysha - Jusqu'à Fatiguer
- 18. Talina & Meiway - Ça Va bouger
- 19. Princess Lover - Tu Kiffes Ça
- 20. Bab Lee - Sous Les Cocotiers

### Collaborations
- Kaysha Feat. Claudy Siar « Mon cœur amoureux »